# Karl Gustav Adolf Commerell

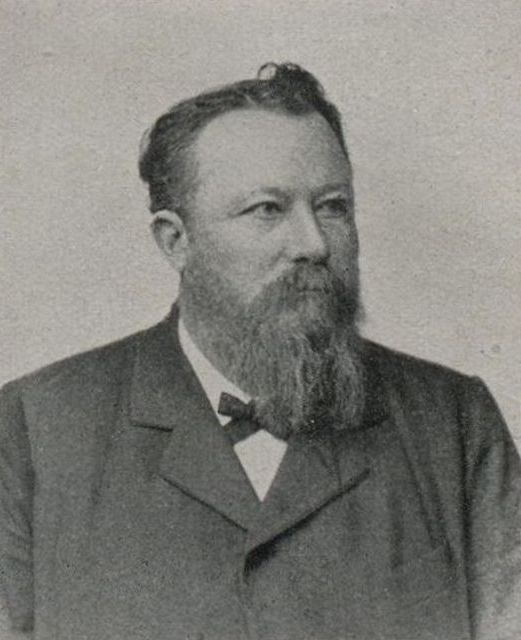
Karl Gustav Adolf Commerell

Karl Gustav Adolf Commerell (* 5. Juni 1840 in Karlsruhe; † 29. Februar 1904 in Höfen an der Enz) war ein württembergischer Unternehmer und Landtagsabgeordneter.

## Leben
Commerells Eltern waren der Hauptmann und Festungsingenieur Georg Jakob Commerell (1801–1872) und dessen Frau Karoline Helene geb. Grohé (1811–1960). Er besuchte die Volksschule in Rastatt und die Realschule in Baden-Baden. Nach einer kaufmännischen Ausbildung arbeitete er als Angestellter in der Holzindustrie in Rotenbach und Heilbronn. 1874 heiratete er Anna Maria Klumpp (1851–1880) und erbte nach dem Tod des Schwiegervaters dessen Sägewerk mit Standorten in Rotenbach und Höfen. Unter den sechs Kindern war auch der 1875 geborene spätere Landtagsabgeordnete Karl Commerell.
Commerell war Mitglied der Deutschen Partei und gehörte 24 Jahre lang dem Gemeinderat in Höfen an. Von 1892 bis 1900 war er Abgeordneter des Wahlkreises Neuenbürg in der Württembergischen Kammer der Abgeordneten. 

## Ehrungen
- Ehrenbürger von Höfen